# Teresia Pettersson
Maria Teresia Pettersson, född 23 mars 1968 i Enköping, är en svensk skådespelare.

## Biografi
Pettersson har arbetat på många frigrupper i Stockholm, i Uppsala bland annat på Reginateatern och även i övriga Sverige. Hon har också arbetat internationellt i USA, Frankrike, Italien, Tyskland, senast arbetade hon på Shilpakala Academy. Pettersson har arbetat som skådespelare, regissör, producent, verksamhetsledare och konstnärligledare och är verksam på Ö2 på Södermalm i Stockholm.

## Teater
Roller (ej komplett)
| År        | Roll                 | Produktion                                | Regi               | Teater                             |
| --------- | -------------------- | ----------------------------------------- | ------------------ | ---------------------------------- |
| 1996      |                      | Hjärtats brott                            |                    | Teater Glas, Scen Gavelius         |
| 2006      | Terry                | Inga problem                              |                    | Reginateatern                      |
| 2006      | Moder Teresa         | Mastodonter                               | Dag Thelander      | Dramalabbet                        |
| 2008      | Alla                 | Fyra kvinnor                              | AnnaLIna Hertzberg | Alsta Trädgårdar                   |
| 2009      | Gerda Karlfeldt      | Vilka stigar har du vankat...             | Eva Strengbohm     | Alsta Trädgårdar                   |
| 2010      |                      | Äpplen, kylskåp och underbara mormor Elsa |                    | Alsta Trädgårdar                   |
| 2010      | Oda                  | Oda Saatans kvinna!                       |                    | Alsta Trädgårdar                   |
| 2011      | Strindberg med flera | Ylle&Bläck                                |                    | Alsta Trädgårdar                   |
| 2012      | Susanne              | En Groda i en brunn vet inget...          | Åsa Bergh          | Teater Bulldog/ Pipersgatan 4      |
| 2012      | Edith                | Edith Södergran                           |                    | Reginateatern och Alsta trädgårdar |
| 2009-2019 | Katharine Hepburn    | Tea at five                               | AnnaLina Hertzberg | Reginateatern, Vasateatern och Ö2  |
| 2017-2018 | Bente                | Jag heter Bente                           | Anita Ekström      | Ö2                                 |
| 2018      | Genius Loci          | Genius Loci-platsens ande                 | Lotta Melin        | Örebro läns museum                 |
| 2019      | Lousie               | Den Starkaste Fisken                      | Judith Hollander   | Ö2                                 |
| 2020      | Elisabeth            | Sanning och konsekvens                    | Maria Ericson      | Ö2                                 |

## Producent
| År   | Produktion                   |                                        |
| ---- | ---------------------------- | -------------------------------------- |
| 2013 | Rise to the sugar sticky sky | Dramalabbet                            |
| 2013 | Kulturkrock Årsta            | Stockholms stad/Folkets Hus och Parker |
| 2014 | Årsta kulturfestival         | Folkets Hus och Parker                 |
| 2014 | Prima Barn                   | Teateretablissemanget                  |
| 2014 | Fidelio                      | Årsta Teater                           |
| 2015 | Kärleksförbudet              | Årsta Teater                           |
| 2016 | ANHALT                       |                                        |
| 2016 | Katastrofen                  | Teater Lacrimosa och Turteatern        |
| 2016 | Häxorna                      | Årsta Teater                           |
| 2017 | Enleveringen                 | Årsta Teater                           |

2018-2024 Ö2scenkonst